# Roberto Calmon Félix
Roberto Calmon Félix, noto semplicemente come Roberto (Linhares, 29 luglio 1978), è un allenatore di calcio ed ex calciatore brasiliano, di ruolo attaccante.